# 圣西尔昂瓦勒
圣西尔昂瓦勒（法語：Saint-Cyr-en-Val，法語發音：[sɛ̃ siʁ ɑ̃ val]，意为“谷地的圣西尔”）是法国卢瓦雷省的一个市镇，位于该省西部，奥尔良市区以南。属于奥尔良区。

## 历史
该市镇的西部地区于1959年被奥尔良市政府收购，用作建设奥尔良城市新区。

## 地理
圣西尔昂瓦勒（47°49'48"N, 1°58'10"E）面积44.23 平方千米，位于法国中央-卢瓦尔河谷大区卢瓦雷省，该省份为法国中北部省份，北起埃松省，西北接厄尔-卢瓦省，西南接卢瓦-谢尔省，南至涅夫勒省和谢尔省，东临约讷省，东北接塞纳-马恩省。
与圣西尔昂瓦勒接壤的市镇（或旧市镇、城区）包括：圣但尼昂瓦勒、阿尔东、圣欧班堡、马西伊昂维莱特、奧利韋、奥尔良、圣让勒布朗、桑迪永。
圣西尔昂瓦勒的时区为UTC+01:00、UTC+02:00（夏令时）。

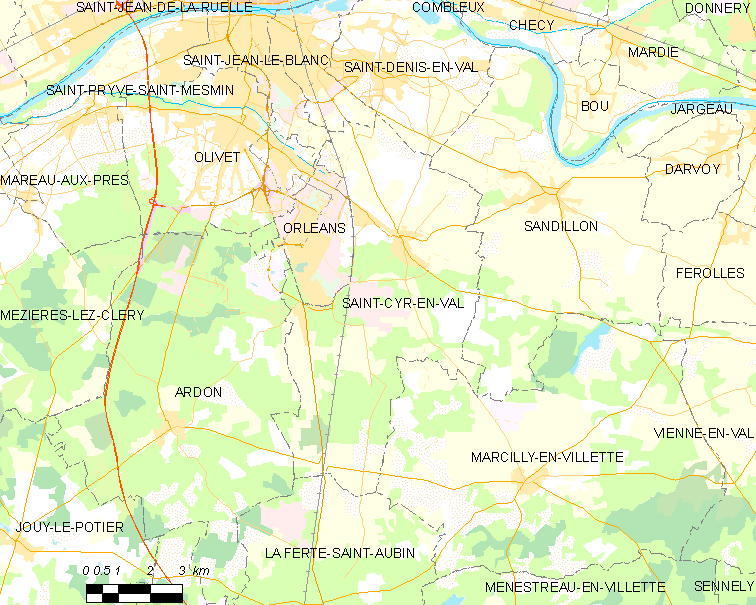
圣西尔昂瓦勒的OSM定位图

## 行政
圣西尔昂瓦勒的邮政编码为45590，INSEE市镇编码为45272。

## 政治
圣西尔昂瓦勒所属的省级选区为圣欧班堡县。

## 人口

1962-2008年间圣西尔昂瓦勒人口变化图示

圣西尔昂瓦勒于2022年1月1日时的人口数量为3430人。